# Ljushults församling
Ljushults församling var tidigare en församling i Göteborgs stift och i Borås kommun. Församlingen uppgick 2006 i Sexdrega församling.

## Administrativ historik
Församlingen har medeltida ursprung.
Församlingen var till 2006 annexförsamling i pastoratet Sexdrega, Roasjö, Ljushult och Hillared. Församlingen uppgick 2006 i Sexdrega församling.
Den 1 januari 2022 överfördes detta område och kyrka till Toarps församling och Skara stift.

## Kyrkor
- Ljushults kyrka

I församlingen låg även Arnäsholms kapell, som ägs av Svarta Örns Orden. I dess regi hålls helgmålsböner sommartid. I övrigt används det för kyrkliga handlingar, främst dop och vigslar.